# Ursulinenklooster (Eijsden)
Het Ursulinenklooster is een voormalig kloostercomplex in Eijsden in de Nederlands Zuid-Limburgse gemeente Eijsden-Margraten. Het gebouw staat aan de Breusterstraat 27. Rond het klooster ligt een klein park, het Ursulinenpark, waarin onder andere een Heilig Hartbeeld, een Lourdesgrot en begraafplaats met kerkhofkapel te vinden zijn.

## Geschiedenis
De zusters Ursulinen vestigden zich in 1849 te Eijsden. In 1855 werd een meisjesschool gesticht en het jaar daarop werd een pensionaat geopend. Gravin De Geloes schonk geld waarmee in 1881 de westvleugel werd gebouwd. In 1892 volgde aan de oostzijde een kapel in neogotische stijl, ontworpen door Goebbels en J. Jorna.
In 1899 werd de school uit 1855 vervangen door een neorenaissance hoofdgebouw, ontworpen door Johannes Kayser. De voorgevel werd ontworpen door Pierre Cuypers.

### Opheffing van het klooster
In 1973 werd het klooster opgeheven, om van 1982-1984 omgebouwd te worden tot raadhuis. In 2013 werd het complex aangekocht door de families Barjesteh van Waalwijk van Doorn-Khosrovani en Zwart-Khosrovani en werd in dit gebouw Het Ursulinenconvent gevestigd. Onderdeel daarvan is het Internationaal Museum voor Familiegeschiedenis.
De aan Pierre Cuypers toegeschreven voorgevel is geklasseerd als rijksmonument onder nummer 15486. In de tuin van het voormalige klooster bevinden zich nog een Lourdesgrot van 1880 en een kerkhofkapel van ongeveer 1910.